# Mistrzostwa Ibero-Amerykańskie w Lekkoatletyce 1990
4. Mistrzostwa Ibero-Amerykańskie w Lekkoatletyce – zawody lekkoatletyczne, które odbyły się w dniach 14-16 września 1990 w mieście Manaus.

## Rezultaty

### Mężczyźni
| Konkurencja                   | 1. miejsce                                                                                          | Wynik     | 2. miejsce                                                               | Wynik     | 3. miejsce                                                              | Wynik     |
| ----------------------------- | --------------------------------------------------------------------------------------------------- | --------- | ------------------------------------------------------------------------ | --------- | ----------------------------------------------------------------------- | --------- |
| Bieg na 100 m                 | Robson da Silva                                                                                     | 10,12     | Fernando Botasso                                                         | 10,34     | Enrique Talavera                                                        | 10,45     |
| Bieg na 200 m                 | Robson da Silva                                                                                     | 20,43     | Marcelo Brivilatti                                                       | 21,43     | Luís Cunha                                                              | 21,45     |
| Bieg na 400 m                 | Inaldo Sena                                                                                         | 46,54     | Cristián Courbis                                                         | 47,07     | Roberto Bortolotto                                                      | 47,33     |
| Bieg na 800 m                 | José Luíz Barbosa                                                                                   | 1:46,18   | Luis Migueles                                                            | 1:46,97   | Luis Javier González                                                    | 1:47,66   |
| Bieg na 1500 m                | Víctor Rojas                                                                                        | 3:42,86   | Ángel Fariña                                                             | 3:42,93   | José Valente                                                            | 3:43,17   |
| Bieg na 5000 m                | Antonio Serrano                                                                                     | 13:56,37  | José Carlos Adán                                                         | 13:56,69  | Antonio Silio                                                           | 13:59,18  |
| Bieg na 10 000 m              | Antonio Silio                                                                                       | 29:27,61  | Juan Carlos Paúl                                                         | 29:46,80  | Carlos de la Torre                                                      | 29:49,19  |
| Bieg na 3000 m z przeszkodami | Benito Nogales                                                                                      | 8:38,95   | Ricardo Vera                                                             | 8:39,86   | José Carlos Pereira                                                     | 8:43,85   |
| Bieg na 110 m przez płotki    | Carlos Sala                                                                                         | 13,97     | Joilto Bonfim                                                            | 14,04     | Lyndon Campos                                                           | 14,61     |
| Bieg na 400 m przez płotki    | Eronilde de Araújo                                                                                  | 49,82     | Hélio de Oliveira                                                        | 50,69     | Pedro Rodrigues                                                         | 50,96     |
| Sztafeta 4 × 100 m            | Brazylia Antonio dos Santos Filho · Marcelo Brivilati da Silva · Fernando Botasso · Robson da Silva | 40,37     | Hiszpania Luis Turón · Florencio Gascón · Carlos Sala · Enrique Talavera | 40,49     | Portugalia Luís Barroso · Fernando Damasio · Pedro Curvelo · Luís Cunha | 40,82     |
| Sztafeta 4 × 400 m            | Brazylia Inaldo Sena · Helio Gonçalves · Geraldo Maranhão Jr. · Eronilde de Araújo                  | 3:09,2    | Hiszpania Sergio López · José Alonso · Miguel Cuesta · Manuel Moreno     | 3:10,9    | N/A                                                                     | N/A       |
| Chód na 20 000 m              | Carlos Mercenario                                                                                   | 1:25:29,5 | Valentí Massana                                                          | 1:25:37,8 | Cláudio Bertolino                                                       | 1:32:11,9 |
| Skok wzwyż                    | Arturo Ortiz                                                                                        | 2,21      | Luciano Bacelli                                                          | 2,15      | Gustavo Adolfo Becker                                                   | 2,15      |
| Skok o tyczce                 | Ignacio Paradinas                                                                                   | 5,15      | José Luis Canelas                                                        | 5,00      | Guillermo Salgado                                                       | 5,00      |
| Skok w dal                    | Paulo de Oliveira                                                                                   | 7,82      | Ángel Hernández                                                          | 7,75      | Darío Ruiz                                                              | 7,68      |
| Trójskok                      | Anísio Silva                                                                                        | 16,71     | Francisco dos Santos                                                     | 16,11     | Ricardo Valiente                                                        | 15,78     |
| Pchnięcie kulą                | Gert Weil                                                                                           | 19,58     | Adilson Oliveira                                                         | 17,34     | Édson Miguel                                                            | 17,16     |
| Rzut dyskiem                  | David Martínez                                                                                      | 59,30     | João Joaquim dos Santos                                                  | 58,14     | Ramón Jiménez Gaona                                                     | 56,38     |
| Rzut młotem                   | Andrés Charadía                                                                                     | 68,98     | Alex Marfull                                                             | 65,36     | Antón María Godall                                                      | 64,94     |
| Rzut oszczepem                | Luis Lucumí                                                                                         | 72,74     | Julián Sotelo                                                            | 68,10     | Rodrigo Zelaya                                                          | 67,28     |
| Dziesięciobój                 | Antonio Peñalver                                                                                    | 7824      | José de Assis                                                            | 7480      | Álvaro Burrell                                                          | 7176      |

### Kobiety
| Konkurencja                | 1. miejsce                                                                                               | Wynik    | 2. miejsce                                                                         | Wynik    | 3. miejsce                                                                                   | Wynik    |
| -------------------------- | --- | -------- | ---------------------------------------------------------------------------------- | -------- | -------------------------------------------------------------------------------------------- | -------- |
| Bieg na 100 m              | Sandra Myers                                                                                             | 11,50    | Cleide Amaral                                                                      | 11,61    | Rita Araújo                                                                                  | 11,73    |
| Bieg na 200 m              | Cristina Castro                                                                                          | 23,63    | Lucrécia Jardim                                                                    | 23,82    | Olga Conte                                                                                   | 23,96    |
| Bieg na 400 m              | Maria Magnólia Figueiredo                                                                                | 51,51    | Blanca Lacambra                                                                    | 53,40    | Olga Conte                                                                                   | 53,85    |
| Bieg na 800 m              | Maite Zúñiga                                                                                             | 2:02,22  | Alejandra Ramos                                                                    | 2:02,37  | Elsa Amaral                                                                                  | 2:03,57  |
| Bieg na 1500 m             | Alejandra Ramos                                                                                          | 4:13,07  | Estela Estévez                                                                     | 4:13,96  | Carla Sacramento                                                                             | 4:15,06  |
| Bieg na 3000 m             | Silvana Pereira                                                                                          | 9:10,17  | Julia Vaquero                                                                      | 9:12,87  | Fernanda Ribeiro                                                                             | 9:19,44  |
| Bieg na 10 000 m           | Carmen Brunet                                                                                            | 34:41,95 | Silvana Pereira                                                                    | 35:04,18 | Marineide dos Santos                                                                         | 35:13,69 |
| Bieg na 100 m przez płotki | María José Mardomingo                                                                                    | 13,59    | Carmen Bezanilla                                                                   | 13,80    | Ana Barrenechea                                                                              | 14,01    |
| Bieg na 400 m przez płotki | Liliana Chalá                                                                                            | 58,31    | Miriam Alonso                                                                      | 59,20    | Yolanda Tello                                                                                | 59,43    |
| Sztafeta 4 × 100 m         | Brazylia Vânia Amorim dos Santos · Claudiléia Matos Santos · Rita de Cássia Araújo Gomes · Cleide Amaral | 44,60    | Hiszpania Blanca Lacambra · Cristina Castro · Carmen García-Campero · Sandra Myers | 45,60    | Urugwaj Soleded Acerenza · Margarita Martirena · María del Carmen Mosegui · Claudia Acerenza | 47,10    |
| Sztafeta 4 × 400 m         | Brazylia Maria Magnólia Figueiredo · Eliane Souza Silva · Rosângela Oliveira de Souza · Soraya Telles    | 3:32,8   | Hiszpania Blanca Lacambra · Esther Lahoz · Gemma Bergasa · Sandra Myers            | 3:35,2   | Urugwaj Soleded Acerenza · Margarita Martirena · Claudia Acerenza · María del Carmen Mosegui | 3:43,6   |
| Chód na 10 000 m           | María Reyes Sobrino                                                                                      | 46:36,40 | Emilia Cano                                                                        | 48:14,63 | Elsa Abril                                                                                   | 52:07,00 |
| Skok wzwyż                 | Orlane dos Santos                                                                                        | 1,81     | Mônica Lunkmoss                                                                    | 1,78     | Belén Sáenz                                                                                  | 1,78     |
| Skok w dal                 | Ana Oliveira                                                                                             | 6,27     | Andrea Ávila                                                                       | 6,16     | Emília Tavares                                                                               | 6,08     |
| Pchnięcie kulą             | Elisângela Adriano                                                                                       | 16,65    | Margarita Ramos                                                                    | 16,26    | Teresa Machado                                                                               | 15,87    |
| Rzut dyskiem               | Teresa Machado                                                                                           | 53,92    | Ángeles Barreiro                                                                   | 51,78    | Margarita Ramos                                                                              | 49,74    |
| Rzut oszczepem             | Mônica Rocha                                                                                             | 50,40    | Zorobabelia Córdoba                                                                | 44,10    | Ana Lúcia Silva                                                                              | 32,08    |
| Siedmiobój                 | Orlane dos Santos                                                                                        | 5723     | Ana María Comaschi                                                                 | 5517     | Zorobabelia Córdoba                                                                          | 5091     |

## Klasyfikacja medalowa
*   Gospodarz ( Brazylia)
| Miejsce | Reprezentacja | Złoto | Srebro | Brąz | Razem |
| ------- | ------------- | ----- | ------ | ---- | ----- |
| 1       | Brazylia*     | 17    | 12     | 8    | 37    |
| 2       | Hiszpania     | 14    | 19     | 10   | 43    |
| 3       | Argentyna     | 2     | 3      | 3    | 8     |
| 4       | Chile         | 2     | 3      | 1    | 6     |
| 5       | Portugalia    | 2     | 1      | 9    | 12    |
| 6       | Kolumbia      | 1     | 1      | 2    | 4     |
| 7       | Meksyk        | 1     | 0      | 2    | 3     |
| 8       | Ekwador       | 1     | 0      | 0    | 1     |
| 9       | Urugwaj       | 0     | 1      | 2    | 3     |
| 10      | Paragwaj      | 0     | 0      | 1    | 1     |
| 10      | Peru          | 0     | 0      | 1    | 1     |
| Razem   | Razem         | 40    | 40     | 39   | 119   |